# Campeonato Goiano de Futebol Feminino de 2019
O Campeonato Goiano de Futebol Feminino de 2019 foi a 15ª edição da competição, organizada pela Federação Goiana de Futebol. O torneio teve algumas mudanças no regulamento em relação ao da edição de 2018. O campeão Goiás venceu o Aliança na final e conquistou seu 1º título, além de uma vaga na Série A2 do Campeonato Brasileiro. 

## Regulamento
O campeonato foi disputado em cinco fases, com início em setembro e término em Novembro de 2019. 
- O primeiro Turno foi disputado em partidas de ida, totalizando 3 jogos para cada equipe. As duas melhores equipes disputaram a final em jogos de ida e volta.

- O segundo Turno foi disputado em partidas de ida, totalizando 3 jogos para cada equipe. As duas melhores equipes disputaram a final em jogos de ida e volta.

- Se a mesma equipe fosse vencedora dos 2 turnos seria declarada campeã do Campeonato Goiano de Futebol Feminino e teria acesso à Série A2 do Campeonato Brasileiro. Como foram dois campeões diferentes, as duas equipes disputaram a final em 2 jogos, com desempate nos pênaltis, se fosse o caso, conforme regulamento.

### Critérios de desempate
Estes foram os critérios de desempate aplicados:
1. Maior número de vitórias na fase
2. Melhor saldo de gols na fase
3. Maior número de gols pró na fase
4. Menor número de cartões amarelos e vermelhos, durante todo o campeonato, somados os cartões das atletas e comissão técnica (cada cartão vermelho equivalia a três cartões amarelos)
5. Sorteio na sede da Federação, em dia e horário a serem determinados

## Participantes
| Equipe       | Cidade    | Em 2018 | Títulos (último) |
| Goiás        | Goiânia   | -       | 0 (não possui)   |
| Aliança      | Goiânia   | Campeão | 14 (2018)        |
| Anhanguera   | Anápolis  | -       | 0 (não possui)   |
| Independente | Rio Verde | -       | 0 (não possui)   |

## Primeiro Turno
| 1 | Goiás        | 7 | 3 | 2 | 1 | 0 | 23 | 2  | +21 |
| 2 | Aliança      | 7 | 3 | 2 | 1 | 0 | 14 | 3  | +11 |
| 3 | Anhanguera   | 3 | 3 | 1 | 0 | 2 | 3  | 6  | -3  |
| 4 | Independente | 0 | 3 | 0 | 0 | 3 | 1  | 30 | -29 |

|  |                                                 |
|  | Campeão do 1º Turno e classificado para a Final |
|  | Eliminados                                      |

| Goiás        | -   | -   | 17-0 | 4-0 |
| Aliança      | 2-2 | -   | 10-1 | -   |
| Independente | -   | -   | -    | 0-3 |
| Anhanguera   | -   | 0-2 | -    | -   |

## Segundo Turno
| 1 | Aliança      | 9 | 3 | 3 | 0 | 0 | 13 | 3  | +10 |
| 2 | Goiás        | 6 | 3 | 2 | 0 | 1 | 10 | 2  | +8  |
| 3 | Anhanguera   | 3 | 3 | 1 | 0 | 2 | 10 | 3  | +7  |
| 4 | Independente | 0 | 3 | 0 | 0 | 3 | 1  | 26 | -25 |

|  |                            |
|  | Classificados para a Final |
|  | Eliminados                 |

| Goiás        | -   | 1-2 | -   | -   |
| Aliança      | -   | -   | -   | 2-1 |
| Independente | 0-8 | 1-9 | -   | -   |
| Anhanguera   | 0-1 | -   | 9-0 | -   |

## Final
Ida
| 17 de novembro | Goiás | 3 – 0 | Aliança | CT Edmo Pinheiro |
|                |       |       |         |                  |

Volta
| 24 de novembro | Aliança | 0 – 1 | Goiás | Estádio Olímpico Pedro Ludovico |
|                |         |       |       |                                 |

## Premiação
| Campeonato Goiano Feminino de 2019 |
| Goiânia                            |
| ---------------------------------- |
| Goiás Campeão (1.º título)         |